# Louis Lévêque (rosiériste)

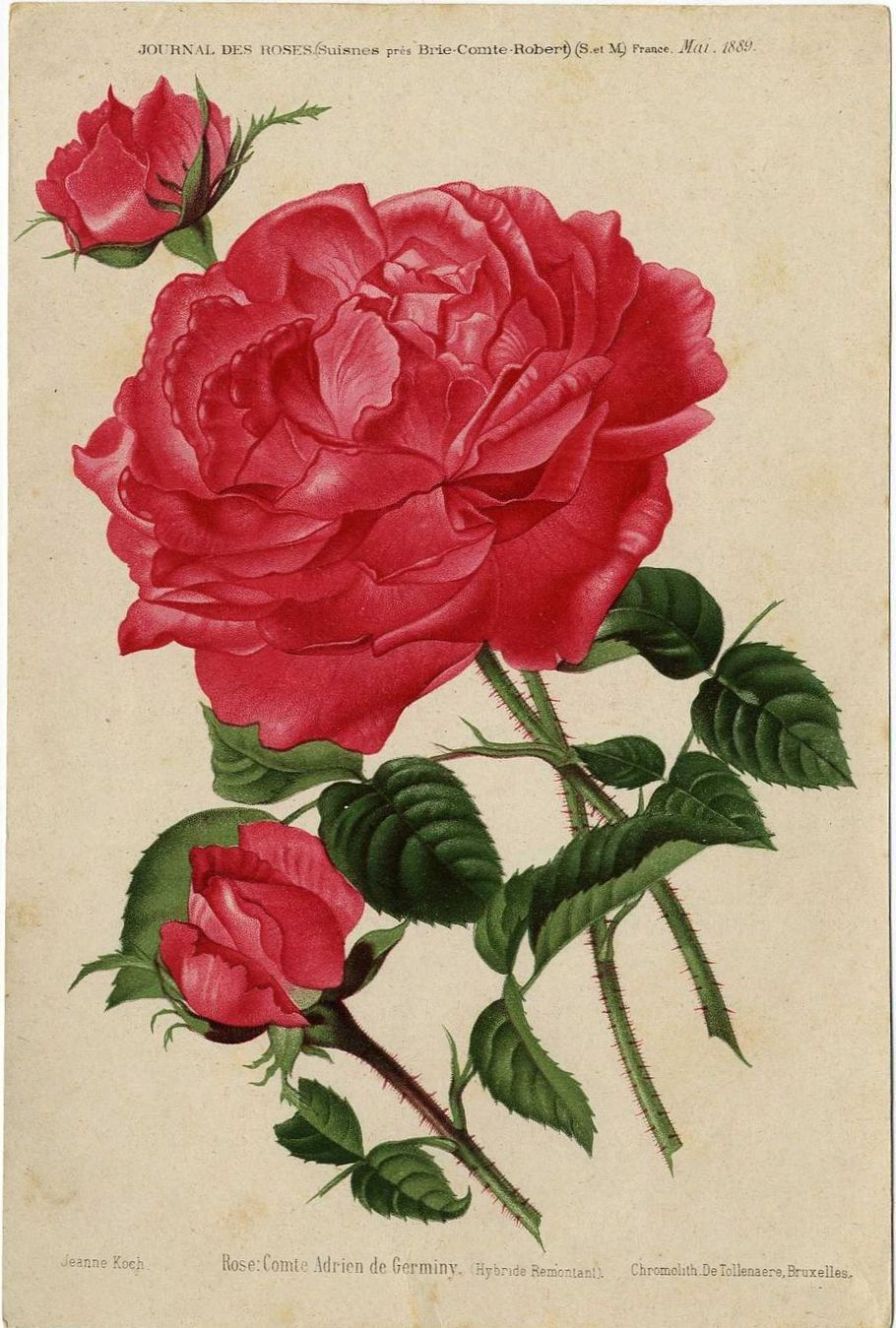
Illustration de la rose ʽComte Adrien de Germiny’ par Jeanne Koch, in Journal des roses (mai 1889).

Pierre Louis Lévêque (Versailles, 27 février 1839 - Ivry-sur-Seine, 11 mai 1925) est un horticulteur et rosiériste et élu local français. Prolifique, une soixantaine de ses obtentions de roses subsistent.

## Biographie
Louis Lévêque, dit Lévêque fils, est le fils d'Urbain (dit René) Lévêque (1805-1882), horticulteur originaire d'Indre, installé en 1841 au 134 boulevard de l'Hôpital à Paris avec 1 500 mètres carrés de surface qu'il étend plus tard avec l'achat d'un terrain à Gentilly. Louis Lévêque fait son apprentissage auprès de son père, puis devient son partenaire en 1864. En 1870, l'établissement Lévêque & Fils s'installe à Ivry-sur-Seine.
Contemporain d'Eugène Verdier, le grand obtenteur de l'époque dont les deux familles étaient proches, Lévêque fils se spécialise surtout dans les hybrides remontants, ainsi que dans les pivoines et les clématites ; il remporte de nombreux prix dans les expositions florales internationales. Lévêque fils profite d'une clientèle parisienne importante et exporte en Europe avec l'expansion du chemin de fer. Il devient chevalier de la légion d'Honneur en 1878, et maire d'Ivry de 1879 à 1888, conseiller général de 1887 à 1904, pour le parti radical. Il est à l'origine d'un nombre très important d'hybrides remontants, environ 160. Plus tard, la mode se tourne vers les hybrides de thé. Il meurt en 1925.
Une soixantaine de ses cultivars de rosiers sont toujours existants aujourd'hui.
Parmi ses variétés de roses, l'on peut distinguer:
- ʽBaron Nathaniel de Rothschild’ (hybride remontant, 1882)
- ʽBelle Vichyssoise‘ (rosier Noisette[7], 1897)
- ʽComte Adrien de Germiny‘ (hybride remontant, 1881)
- ʽComte Frédéric de Thun-Hohenstein' (hybride remontant, 1880)
- ʽDirecteur Alphand’ (hybride remontant, 1883)
- ʽDuc de Malborough‘ (hybride remontant, 1885)[8]
- ʽDuchesse d'Albe‘ (rosier thé, 1903)
- ʽGénéral Korolkow‘ (hybride remontant, 1891)
- ʽGrand-Duc Alexis’ (hybride remontant, 1892)
- ʽLaurent de Rillé‘ (hybride remontant, 1885)
- ʽMadame Achille Fould’ (rosier thé, 1903)
- ʽMadame Laurent Simons’ (rosier thé, 1894)
- ʽMadame Louis Lévêque’ (rosier mousseux, 1898)[9],[10]
- ʽMadame Olympe Térestchenko’ (hybride remontant, 1882)
- ʽMadame Pommery‘ (hybride remontant, 1882)
- ʽMadame Sophie Stern’ (hybride remontant, 1887)
- ʽMademoiselle Suzanne-Marie Rodocanachi’ (hybride remontant, 1883)
- ʽPrincesse de Béarn’ (hybride remontant, 1885)
- ʽSouvenir d'Alexandre Hardy’ (hybride remontant, 1898)
- ʽSouvenir de Charles Verdier’ (hybride remontant, 1900)
- ʽSouvenir d'Henry Lévêque de Vilmorin’ (hybride remontant, 1899)
- ʽSouvenir de Mademoiselle Marguerite Marin’ (hybride de thé, 1909)
- ʽVictor Lemoine’ (hybride remontant, 1888)[11]

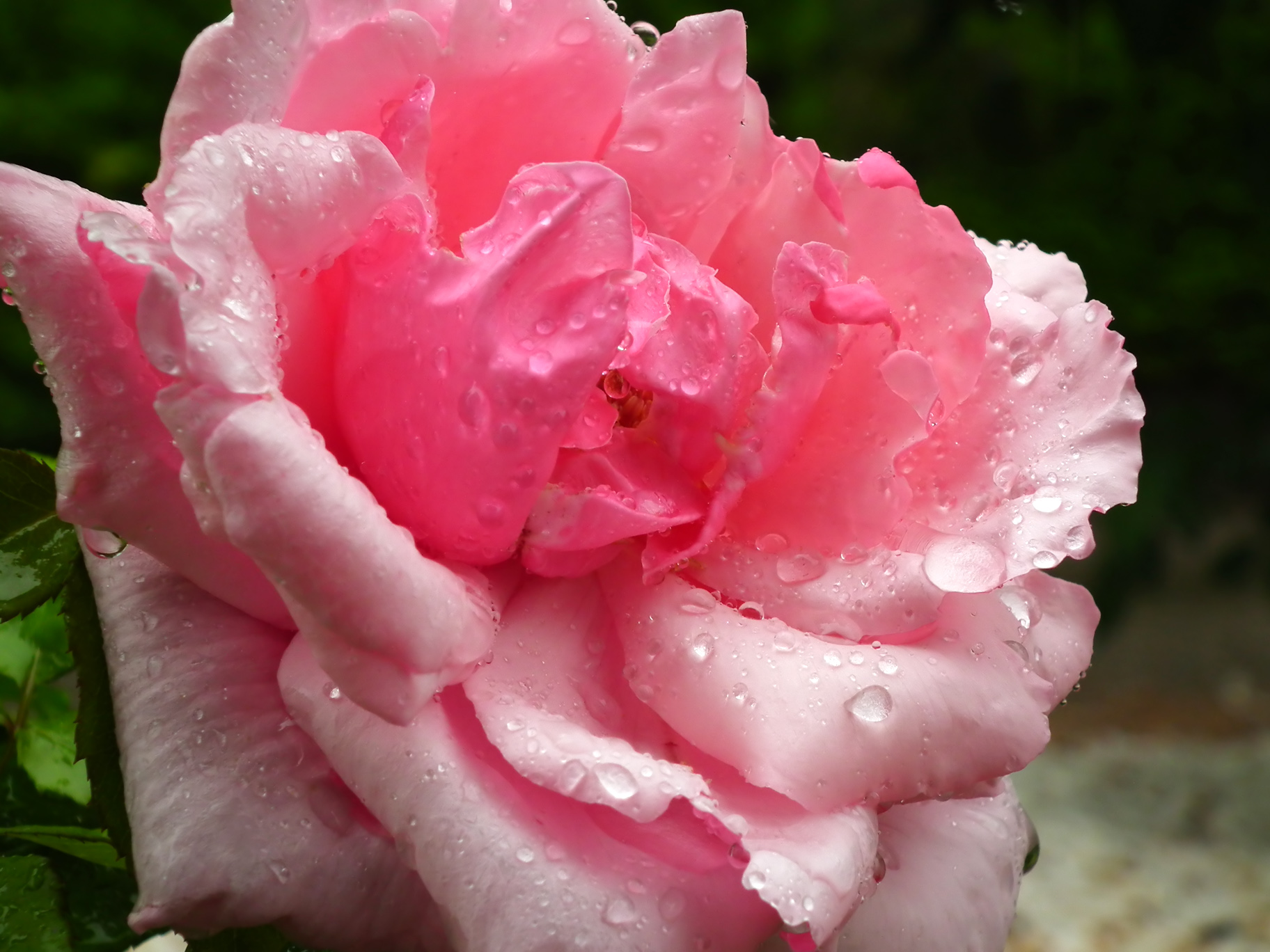
ʽDuchesse d'Albe‘ (1903) au Japon.
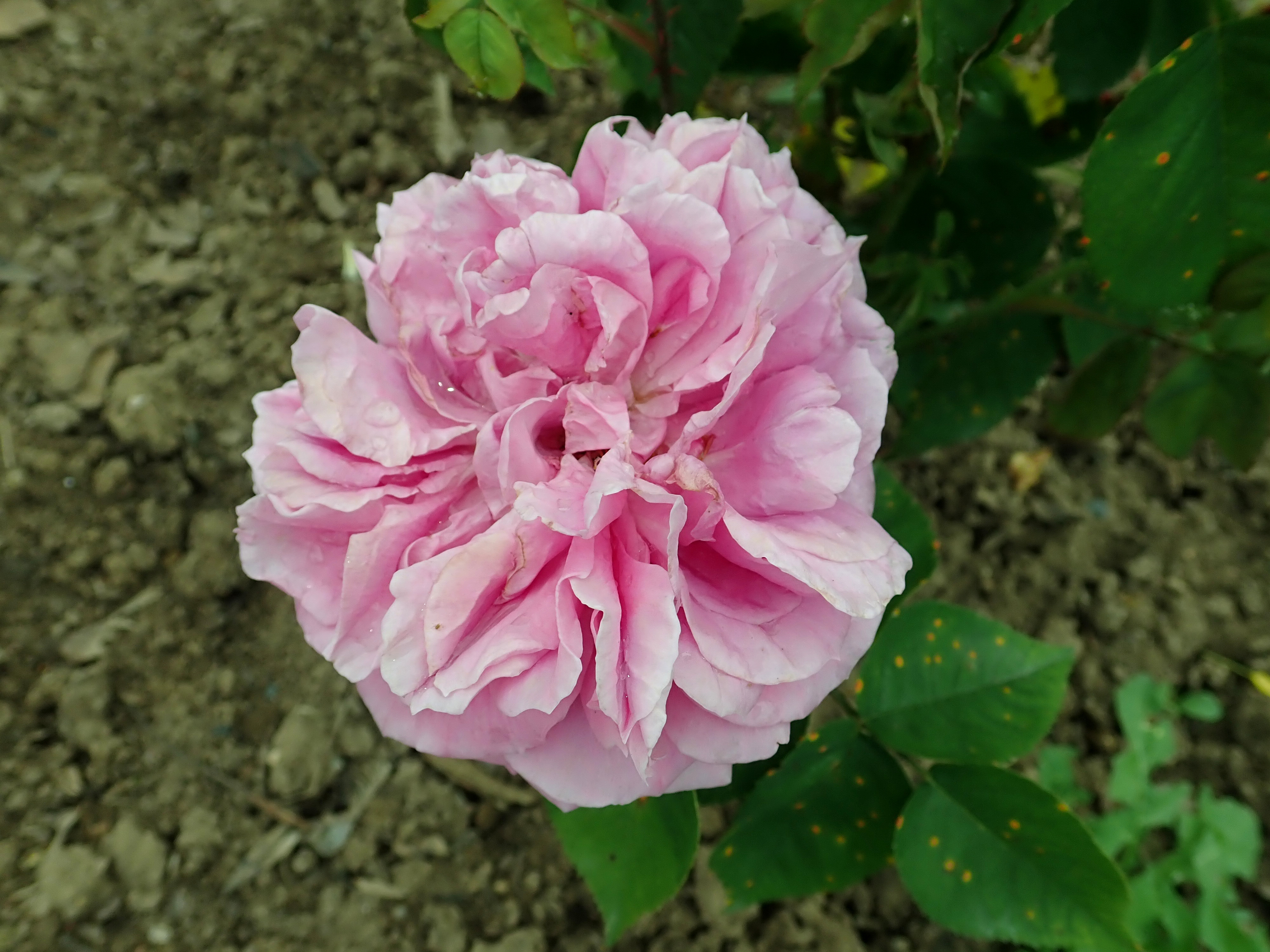
ʽGrand-Duc Alexis‘ (1892), à la roseraie de Sangerhausen.
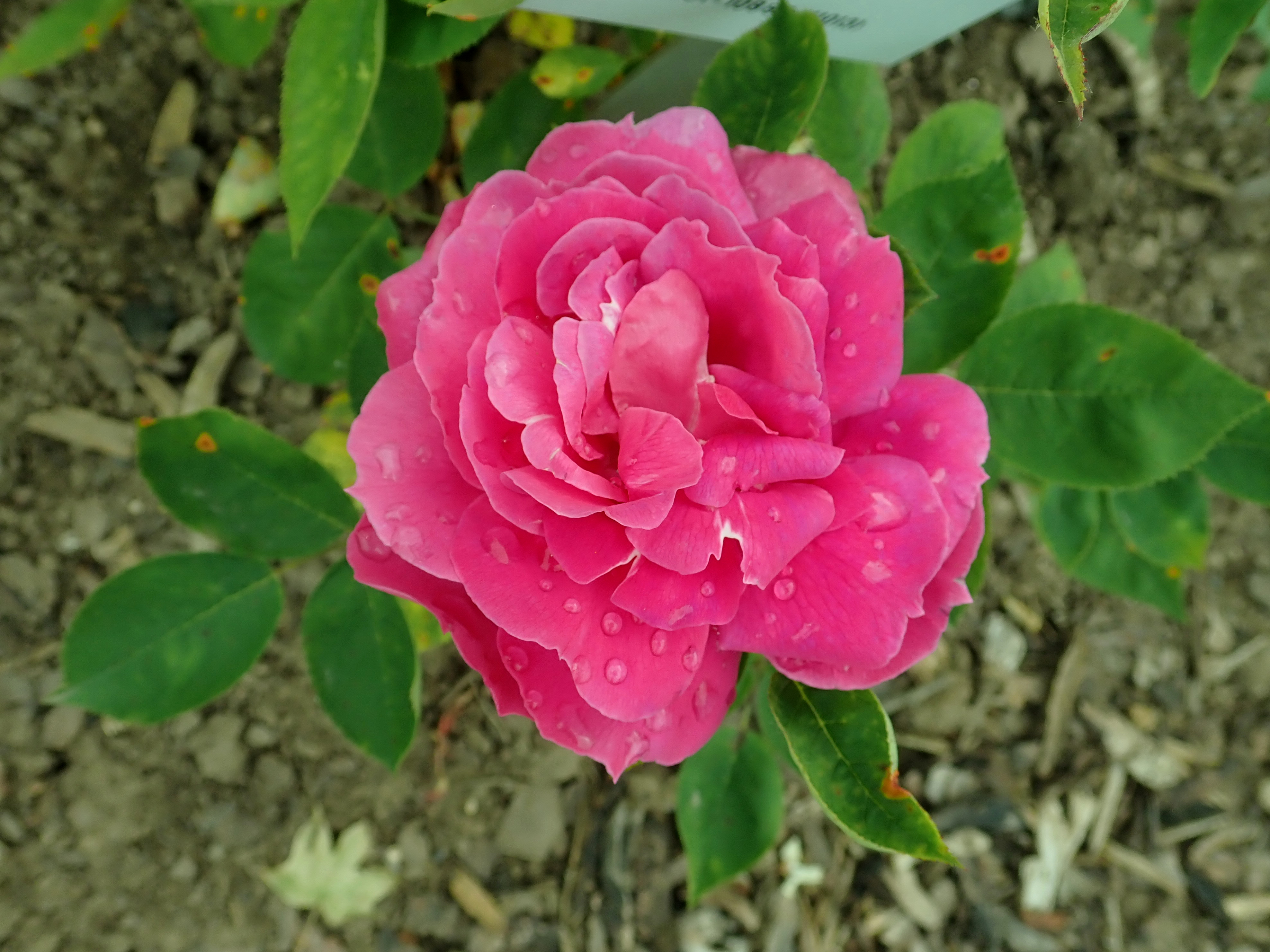
ʽLaurent de Rillé’ (1885), à la roseraie de Sangerhausen.
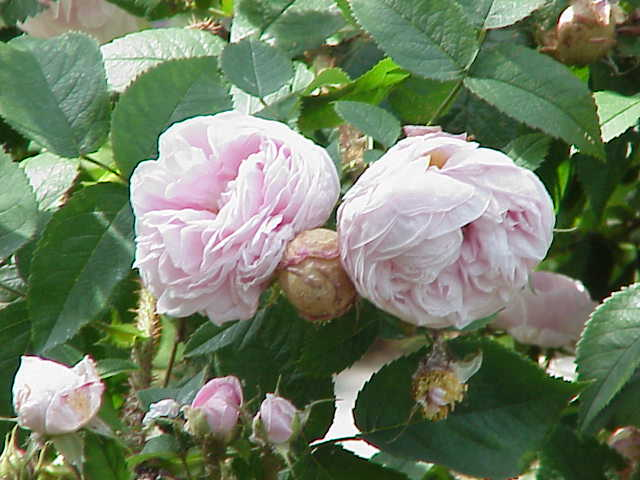
ʽMadame Louis Lévêque’ (1898), à Cologne.
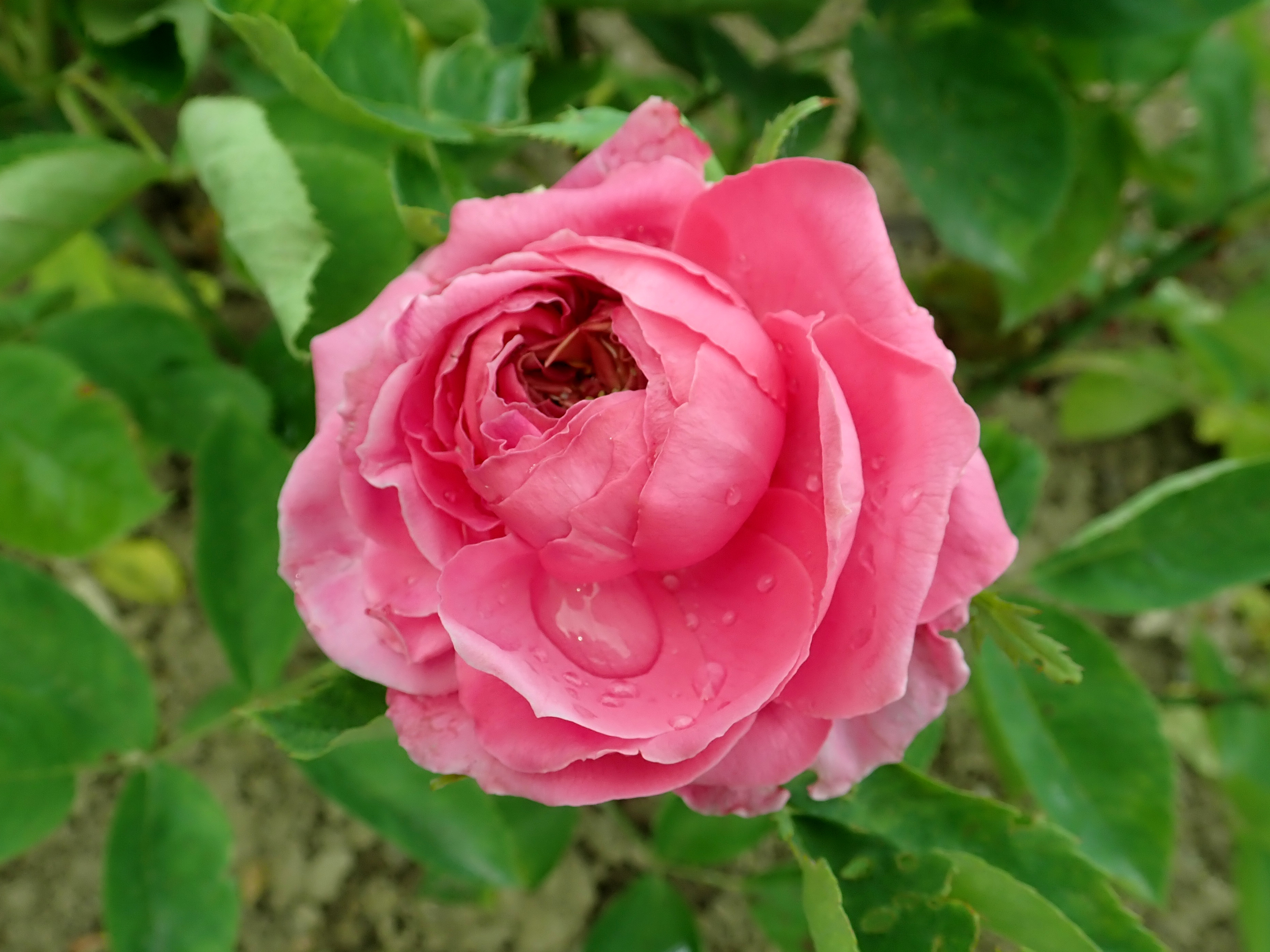
ʽVictor Lemoine’ (1888), à la roseraie de Sangerhausen.